# Arlette Thomas
Pour les articles homonymes, voir Thomas.
Arlette Thomas est une actrice française, née le 5 novembre 1927 dans le 11e arrondissement de Paris et morte le 13 mai 2015 à Antony.
Personnalité majeure du doublage, elle est notamment la voix française des personnages de dessin animé Titi et Calimero, mais aussi de l'actrice Shirley MacLaine dans la plupart de ses films.
Elle est la mère de Pierre Jolivet, Marc Jolivet et Françoise Dasque, et la grand-mère d'Adrien Jolivet.

## Biographie
Arlette Thomas apprend son métier aux côtés de Raymond Devos, chez Henri Rollan. Elle fait ses débuts au cinéma à la Libération dans Le Pays sans étoile de Georges Lacombe. Elle joue par la suite de nombreuses pièces et participe également à des dramatiques et émissions radiophoniques à succès comme Les Maîtres du mystère ou La Tribune de l'Histoire sur France Inter.
Au cinéma, elle joue notamment  dans Les Grandes Manœuvres (1955) et Tanguy (2000), mais c'est à la télévision qu'elle doit ses rôles les plus marquants : Les Cinq Dernières Minutes (1958), Le Chevalier de Maison Rouge (1962), dans Pot-Bouille (1972) ou encore dans Nans le berger (1974).
Elle commence à travailler dans le doublage grâce à Jean Grémillon à la fin des années 1960. Elle devient ainsi, entre autres, la voix française de Titi le canari (Tweety Bird) ou encore de Calimero. Elle double alors Shirley MacLaine dans la plupart de ses films mais aussi Kim Hunter dans les trois premiers films de la saga La Planète des singes, Marion Ross dans Happy Days ou encore Renee Taylor dans Une nounou d'enfer. Elle a également supervisé de nombreuses séries en tant que directrice artistique. En 2010, un accident vasculaire cérébral la contraint à cesser ses activités.

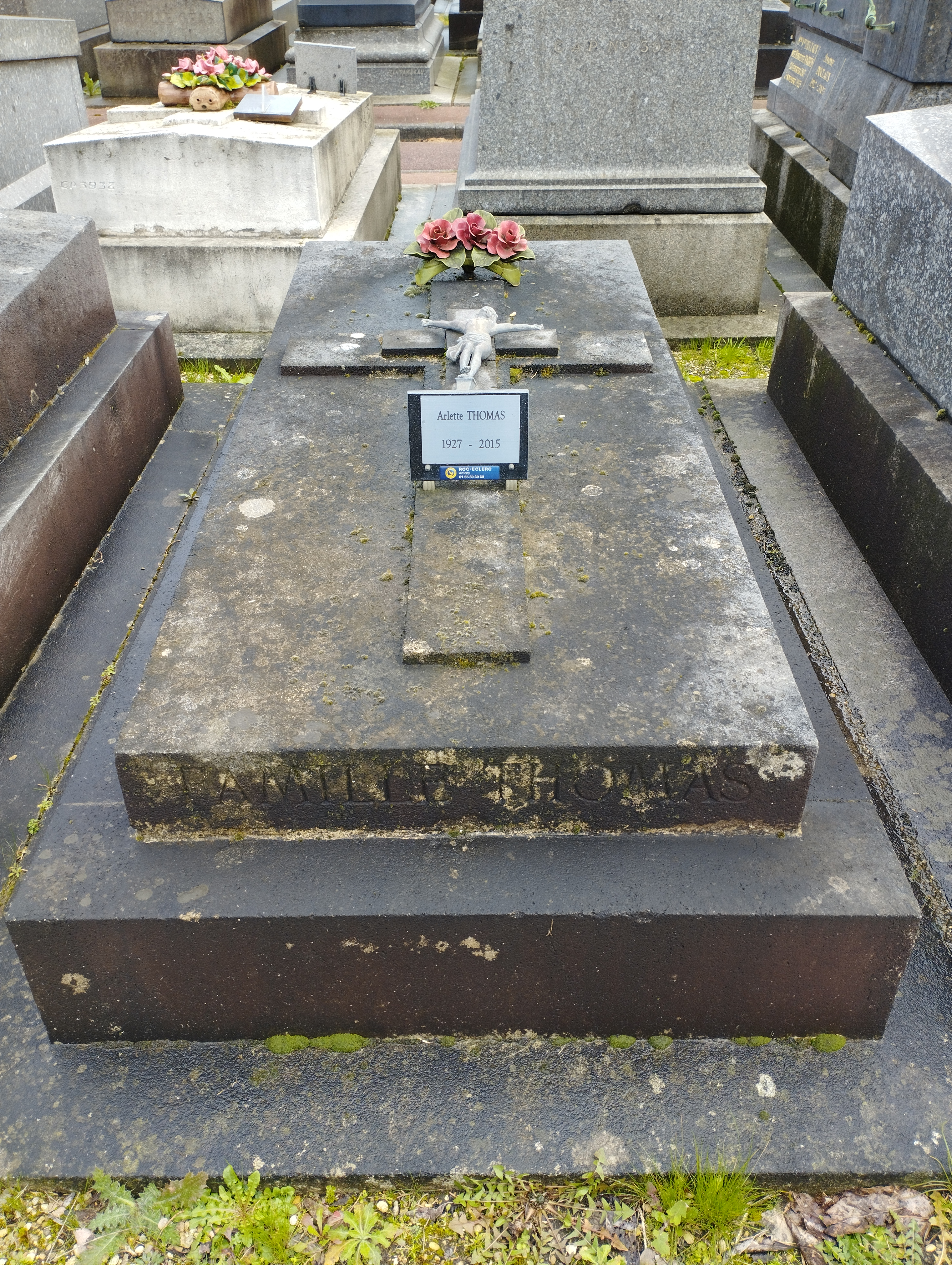
Tombe d'Arlette Thomas au cimetière Sud de Saint-Mandé.

Elle a dirigé le théâtre Présent (désormais théâtre Paris-Villette), situé dans les anciennes halles de la Villette à la porte de Pantin durant 15 ans. Elle a été conseillère municipale à Florimont-Gaumier en Dordogne.
Arlette Thomas est inhumée dans le cimetière Sud de Saint-Mandé (division 1).

## Théâtre

### Comédienne
- 1948 : La Voix de la tourterelle de John van Druten, mise en scène Ibarra, théâtre de l'Œuvre[4]
- 1949 : La Demoiselle de petite vertu de Marcel Achard, mise en scène Claude Sainval, Comédie des Champs-Élysées
- 1953 : Si Camille me voyait de Roland Dubillard, mise en scène Jean-Marie Serreau, théâtre de Babylone
- 1953 : Ion de Bernard Zimmer d'après Euripide, mise en scène Henri Soubeyran, Théâtre Antique de Vaison-la-Romaine
- 1953 : Tous contre tous d'Arthur Adamov, mise en scène Jean-Marie Serreau, théâtre de Babylone
- 1956 : Comme avant, mieux qu'avant de Luigi Pirandello, mise en scène Jean Négroni, théâtre de Paris
- 1963 : Noces de sang de Federico García Lorca, mise en scène Bernard Jenny, théâtre du Vieux-Colombier
- 1965 : Dom Garcie de Navarre ou le Prince jaloux de Molière, mise en scène Pierre Peyrou, Théâtre Daniel Sorano
- 1966 : La Maison de Bernarda Alba de Federico García Lorca, mise en scène Jacques Mauclair, théâtre Récamier
- 1969 : Pique-nique en campagne de Fernando Arrabal, mise en scène Pierre Peyrou, théâtre de la Gaîté-Montparnasse
- 1969 : Mon Isménie d'Eugène Labiche, mise en scène Pierre Peyrou, théâtre de la Gaîté-Montparnasse
- 1970 : Le Nouveau Locataire d'Eugène Ionesco, mise en scène Pierre Peyrou, théâtre de la Gaîté-Montparnasse
- 1970 : Je rêve (mais peut-être que non) de Luigi Pirandello, mise en scène Pierre Peyrou, théâtre de la Gaîté-Montparnasse
- 1970 : Le Tombeau d’Achille d'André Roussin, mise en scène Pierre Peyrou, théâtre de la Gaîté-Montparnasse
- 1974 : Les Voraces ou Tragédie à l'Élysée de Frédéric Bon, Michel-Antoine Burnier et Bernard Kouchner, mise en scène Pierre Peyrou, Théâtre Présent
- 1975 : Le Chasseur français de Boris Vian, mise en scène Pierre Perroux, théâtre Présent
- 1976 : Le Discours du père de Guy Foissy, mise en scène Pierre Peyrou, théâtre Présent
- 1976 : La Chamaille de Jean-Jacques Varoujean, mise en scène Pierre Peyrou, théâtre Présent
- 1976 : Dracula Travel de Guy Foissy, mise en scène Pierre Peyrou, théâtre Présent
- 1976 : Les Pavés de l'ours de Georges Feydeau, mise en scène Pierre Peyrou, théâtre Présent
- 1978 : La Tour de Nesle d'Alexandre Dumas, mise en scène Pierre Peyrou, théâtre Présent
- 1978 : Ève des Amériques de Jacques Gabriel, mise en scène Pierre Peyrou, théâtre Présent
- 1979 : La Fille bien gardée d'Eugène Labiche, mise en scène Pierre Peyrou, théâtre Présent
- 1980 : Le Motif de Guy Foissy, mise en scène Alexandre Connort, Festival Créations théâtrales
- 1981 - Mort d'un vampire trop honnête,  de Bernard Da Costa création Jacques Connort, Festival des jeux du théâtre de Sarlat
- 1983 : L'Opéra de quat'sous de Bertolt Brecht, mise en scène Mario Franceschi, théâtre Présent
- 1984 : La Villette en chansons de Bernard Da Costa, mise en scène Jacques Connort, théâtre Présent
- 2000 : Le Nouveau Locataire d'Eugène Ionesco, mise en scène Pierre Peyrou, théâtre de l'Alliance française

### Metteur en scène
- 2003 : Le Grand Vizir et Les Innocentines de René de Obaldia, Les Cinq Diamants

## Filmographie

### Cinéma

#### Longs métrages
- 1946 : Le Pays sans étoiles de Georges Lacombe
- 1948 : Le Paradis des pilotes perdus de Georges Lampin
- 1949 : Pattes blanches de Jean Grémillon : Mimi
- 1950 : L'Étrange Madame X de Jean Grémillon : Jeanette
- 1954 : Huis clos de Jacqueline Audry : Madame Garcin
- 1955 : Les Grandes Manœuvres de René Clair : Amélie
- 1956 : L'Eau vive de François Villiers : la femme de Dobisse
- 1962 : Âme qui vive de Jean Dasque
- 1965 : Les Cœurs verts d'Édouard Luntz
- 1970 : Céleste de Michel Gast
- 1972 : Le Château d'Eberhard Schröder
- 1973 : J'irai comme un cheval fou de Fernando Arrabal
- 1979 : Alors, heureux ? de Claude Barrois, Marc Jolivet et Pierre Jolivet
- 1982 : Les Misérables de Robert Hossein : une sœur de l'hôpital
- 1991 : Simple mortel de Pierre Jolivet
- 1992 : À l'heure où les grands fauves vont boire de Pierre Jolivet
- 1994 : Lumière noire de Med Hondo
- 1994 : Les Misérables de Claude Lelouch : la concierge
- 2000 : Tanguy d'Étienne Chatiliez
- 2001 : Le Frère du guerrier de Pierre Jolivet
- 2008 : La Très Très Grande Entreprise de Pierre Jolivet

#### Courts métrages
- 1997 : Madame Dron de Régis Roinsard

### Télévision
- 1958 : Les Cinq Dernières Minutes, épisode Les Cheveux en quatre de Claude Loursais : Lucie Mézeray
- 1962 : Les Cinq Dernières Minutes, épisode Le Tzigane et la Dactylo de Pierre Nivollet : Marthe
- 1962 : L'inspecteur Leclerc enquête, épisode  Des huîtres pour l'inspecteur de Marcel Bluwal : Ginette
- 1963 : Le Chevalier de Maison-Rouge de Claude Barma (feuilleton) : la citoyenne Richard
- 1966 : Antony de Jean Kerchbron (téléfilm)
- 1967 : En votre âme et conscience, épisode : Le Cas d'Hélène Jegado de  Pierre Nivollet
- 1974 : Nans le Berger (série télévisée)
- 1998 : Une femme d'honneur, épisode Une ombre au tableau de Philippe Monnier : Marcia Pirelli
- 2001 : Nestor Burma, épisode Atout cœur de David Delrieux : Mama Rosa
- 2006 : Concours de danse à Piriac de Marc Jolivet (téléfilm)
- 2007 : Chat bleu, chat noir de Jean-Louis Lorenzi (téléfilm) : Mme Menard

## Doublage
Les dates en italique correspondent aux sorties initiales des films dont Arlette Thomas a assuré le redoublage.

### Cinéma

#### Films
- Shirley MacLaine dans
  - Le Tournant de la vie : Deedee Rodgers
  - Changement de saisons : Karyn Evans
  - Cannonball 2 : Veronica
  - Potins de femmes : Ouiser Boudreaux
  - Bons baisers d'Hollywood : Doris Mann
  - Un ange gardien pour Tess : Tess Carlisle
  - Mrs. Winterbourne : Grace Winterbourne
  - Ma sorcière bien-aimée : Iris Smythson / Endora
  - In Her Shoes : Ella Hirsch
  - La rumeur court... : Katharine Richelieu
  - Valentine's Day : Estelle
- Debbie Reynolds dans :
  - Tout commença par un baiser : Maggie Putnam
  - Comment dénicher un mari : Mariette Larkin
  - La Farfelue de l'Arizona : Lucretia « Lu » Rogers
  - La Conquête de l'Ouest : Lilith « Lily » Prescott (voix parlée)
  - Au revoir, Charlie : Charlie Sorel / Virginia Mason
  - La Reine du Colorado : Molly Brown
- Kim Hunter dans :
  - La Planète des singes : Dr Zira
  - Le Secret de la planète des singes : Dr Zira
  - Les Évadés de la planète des singes : Dr Zira
  - La Bataille de la planète des singes : Dr Zira (bande d'archives)
- Liza Minnelli dans:
  - Cabaret : Sally Bowles
  - Les Aventuriers du Lucky Lady : Claire
  - New York, New York : Francine Evans
  - Les Muppets à Manhattan : elle-même
- Jean Simmons dans :
  - La Reine vierge : la jeune Besse
  - Blanches colombes et vilains messieurs : Sarah Brown
  - Spartacus : Varinia
- Mia Farrow dans :
  - John et Mary : Mary
  - Le Cercle infernal : Julia Lofting
  - Mort sur le Nil : Jacqueline « Jacky » de Bellefort
- Judi Dench dans :
  - Sherlock Holmes contre Jack l'Éventreur : Sally Young
  - Jack et Sarah : Margaret
- Diane Varsi dans :
  - Les Plaisirs de l'enfer : Allison MacKenzie
  - La Fureur des hommes : Juanita « Nita » Bradley
- Joan O'Brien dans :
  - Opération Jupons : l'infirmière-lieutenant Dolores Crandall
  - Six Chevaux dans la plaine : Kelly
- Yvette Mimieux dans :
  - La Machine à explorer le temps : Weena
  - Alerte à la bombe : Angela Thatcher
- Carol Lynley dans :
  - El Perdido : Melissa « Missy » Breckenridge
  - Bunny Lake a disparu : Ann Lake
- Heather Sears dans :
  - Le Fantôme de l'Opéra : Christina Charles
  - Le Spectre maudit : Lady Elizabeth Fordyke
- Ann-Margret dans :
  - La Foire aux illusions : Emily Porter
  - La Diligence vers l'Ouest : Dallas
- Natalie Trundy dans :
  - M. Hobbs prend des vacances : Susan
  - La Bataille de la planète des singes : Lisa
- Sue Lyon dans :
  - Une sacrée fripouille : Bonnie Lee Packard
  - Tony Rome est dangereux : Diana Pines
- Susannah York dans :
  - On achève bien les chevaux : Alice LeBlanc
  - Intervention Delta : Ellen Bracken
- Lee Remick dans :
  - Le Détective : Karen Wagner Leland
  - La Malédiction : Katherine Thorn
- Sarah Miles dans :
  - La Fille de Ryan : Rosy Ryan
  - Le Fantôme de Cat Dancing : Catherine Crocker
- Frances Lee McCain dans :
  - Gremlins : Lynn Peltzer
  - Retour vers le futur : Stella Baines

Mais aussi :
- 1936 : Le Roman de Marguerite Gautier : Nichette (Elizabeth Allan)
- 1950 : Les Derniers Jours de Pompéi : Nidia (Adriana Benetti)
- 1952 : La Dernière Flèche : Emerald Neeley (Penny Edwards)
- 1953 : L'Appât : Lina Patch (Janet Leigh)
- 1953 : Titanic : Annette Sturges (Audrey Dalton)
- 1953 : Le Port des passions : Francesca Rigaud (Marcia Henderson)
- 1954 : Les Chevaliers de la Table ronde : Elaine (Maureen Swanson)
- 1954 : Sur les quais : Edie Doyle (Eva Marie Saint)
- 1954 : Brigadoon : Joëlle Campbell (Virginia Bosler)
- 1954 : Prince Vaillant : Ilène de Galles (Debra Paget)
- 1955 : Valse royale : Anni Tomasoni (Sabine Hahn)
- 1956 : L'Homme de nulle part : Naomi Hoktor (Felicia Farr)
- 1956 : La Vie passionnée de Vincent van Gogh : Willemien van Gogh (Jill Bennett)
- 1958 : Le Kid en kimono : Kimi Sikita (Nobu McCarthy)
- 1958 : Qu'est-ce que maman comprend à l'amour ? : Jane Broadbent (Sandra Dee)
- 1959 : Autopsie d'un meurtre : Mary Pilant (Kathryn Grant)
- 1959 : Visa pour Hong Kong : Liz Ferrers (Sylvia Syms)
- 1959 : Au risque de se perdre : Simone (Patricia Bosworth)
- 1960 : Un numéro du tonnerre : Mrs. Fortescue (Barbara Hines)
- 1960 : Les Aventuriers du fleuve : Joanna Wilkes (Patty McCormack)
- 1960 : La Vénus au vison : Norma (Susan Oliver)
- 1961 : Branle-bas au casino : Julie Fitch (Brigid Bazlen)
- 1961 : Volupté : Yvonne Stratton (Luana Patten)
- 1962 : Coups de feu dans la Sierra : Betty (Carmen Phillips)
- 1962 : Ulysse contre Hercule : Hélène (Alessandra Panaro)
- 1962 : Jack le tueur de géants : la princesse Elaine (Judi Meredith)
- 1962 : Le Monstre aux yeux verts : Marina Ferri (Maria Pia Luzi)
- 1962 : Les Quatre Cavaliers de l'Apocalypse : Chi Chi Desnoyers (Yvette Mimieux)
- 1963 : Les Monstres : l'épouse d'Artemisio Antinori[Qui ?]
- 1963 : Pas de lauriers pour les tueurs : l'hôtesse de l'air (Carol Byron)
- 1963 : Les Bijoux du Pharaon : Bamba (Mona)
- 1963 : Les Cavaliers de la terreur : Cristina (Scilla Gabel)
- 1963 : La Poupée diabolique : Grace (Heidi Erich)
- 1963 : La Souris sur la Lune : Cynthia (June Ritchie)
- 1964 : Mission 633 : Rosie (Barbara Archer)
- 1964 : Six femmes pour l'assassin : Nicole (Ariana Gorini)
- 1965 : Le Dernier des Mohicans : Cora Munroe (Sara Lezana)
- 1965 : Docteur Jivago : Tonya Komarova (Rita Tushingham)
- 1965 : Le Cher Disparu : Nikki (Asa Maynor)
- 1965 : Les Inséparables : Lisa Sterling (Davey Davison)
- 1965 : Le Mors aux dents : Mary (Sue Ane Langdon)
- 1965 : Le Cimetière des morts-vivants : Corinne Hauff (Marilyn Mitchell)
- 1966 : Paradis hawaïen : la jeune femme brune (Edy Williams)
- 1967 : La Comtesse de Hong Kong : une jeune mondaine (Angela Scoular)
- 1967 : L'Extravagant Docteur Dolittle : Emma Fairfax (Samantha Eggar)
- 1967 : Peter Gunn, détective spécial : Samantha (Sherry Jackson (en))
- 1967 : Le Crédo de la violence : Vicky Barrington (Elizabeth James)
- 1967 : Trois fantômes à la plage : Miles Thorpe (Ricky Cordell)
- 1967 : Le Voyage : Flo (Barboura Morris)
- 1968 : L'Étrangleur de Boston : Irmgard DeSalvo (Carolyn Conwell)
- 1968 : Les Vierges de Satan : Tanit Carlisle (Niké Arrighi)
- 1968 : Un Colt nommé Gannon : Matty (Susan Oliver)
- 1970 : M*A*S*H : la réceptionniste (Monica Peterson)
- 1970 : Escapade à New York : Gwen Kellerman (Sandy Dennis)
- 1970 : Le Clan des McMasters : Robin (Nancy Kwan)
- 1970 : La Vallée des plaisirs : Petronella Danforth (Marcia McBroom) et la femme dénigrant le concert (Ceil Cabot)
- 1971 : Orange mécanique : la mère d'Alex (Sheila Raynor)
- 1971 : Captain Apache : Maude (Carroll Baker)
- 1971 : Pigeon d'argile : Angeline (Marilyn Akin)
- 1971 : Satan, mon amour : Maggie West (Kathleen Widdoes)
- 1972 : L'Aventure du Poséidon : Robin Shelby (Eric Shea)
- 1972 : Joe Kidd : Helen Sanchez (Stella Garcia (en))
- 1972 : L'Autre : les jumeaux Niles et Holland Perry (Chris et Martin Udvarnoky)
- 1972 : Tombe les filles et tais-toi : la fille au musée (Diana Davila)
- 1973 : L'Arnaque : Loretta (Dimitra Arliss)
- 1973 : American Graffiti : Bobbie Tucker (Lynne Marie Stewart)
- 1973 : Sœurs de sang : Arlene (Catherine Gaffigan)
- 1973 : La Barbe à papa : Trixie Delight (Madeline Kahn)
- 1974 : À cause d'un assassinat : Lee Carter (Paula Prentiss)
- 1974 : Contre une poignée de diamants : Alix Tarrant (Janet Suzman)
- 1975 : La Légende de Lizzie Borden : Lizzie Borden (Elizabeth Montgomery)
- 1975 : Guerre et Amour : Boris enfant (Alfred Luther III)
- 1975 : Le Jour du fléau : Adoré (Jackie Haley)
- 1976 : Drôles de zèbres : Titi (voix)
- 1976 : La Malédiction : Damien Thorn (Harvey Stephens)
- 1976 : L'Homme qui venait d'ailleurs : Mary-Lou (Candy Clark)
- 1977 : La Fièvre du samedi soir : Doreen (Denny Dillon) (1er doublage)
- 1977 : Annie Hall : la mère d'Alvy (Joan Newman)
- 1977 : Audrey Rose : Janice Templeton (Marsha Mason)
- 1977 : Un vendredi dingue, dingue, dingue : Ellen Andrews (Barbara Harris)
- 1977 : Un espion de trop : Emma Stark (Helen Page Camp)
- 1978 : Un mariage : Regina Corelli (Nina Van Pallandt)
- 1978 : American College : Marion Wormer (Verna Bloom)
- 1979 : Les Guerriers de la nuit : Mercy (Deborah Van Valkenburgh)
- 1979 : Norma Rae : Bonnie Mae (Gail Strickland)
- 1979 : Quintet : Ambrosia (Bibi Anderson)
- 1979 : La luna : Caterina Silveri (Jill Clayburgh)
- 1981 : Bandits, bandits : Diane (Sheila Fearn)
- 1981 : La Fièvre au corps : Heather Kraft (Carola McGuinness)
- 1981 : La Ferme de la terreur : Louisa Stohler (Lois Nettleton)
- 1981 : Réincarnations : Betty (Estelle Omens)
- 1982 : E.T. l'extra-terrestre : Mary (Dee Wallace) (1er doublage)
- 1982 : L'Emprise : Cindy Nash (Margaret Blye)
- 1982 : Meurtres en direct : Mrs. Ford (Rosalind Cash)
- 1982 : J'aurai ta peau : Myrna Williams (Mary Margaret Amato)
- 1982 : La Descente aux enfers : Princess (Season Hubley (en))
- 1982 : Terreur à l'hôpital central : Deborah Ballin (Lee Grant)
- 1984 : Un printemps sous la neige : Jenny Campbell (Liv Ullmann)
- 1985 : Vampire, vous avez dit vampire ? : Mme Brewster (Dorothy Fielding)
- 1985 : La Couleur pourpre : Celie Harris-Johnson (Whoopi Goldberg)
- 1986 : Soul Man : Dorothy Watson (Maree Cheatham)
- 1987 : Benji la malice : Mary Beth McLaulin (Nancy Francis)
- 1988 : Qui veut la peau de Roger Rabbit : Titi (voix)
- 1988 : Beetlejuice : Delia Deetz (Catherine O'Hara)
- 1988 : Une autre femme : Claire (Sandy Dennis)
- 1990 : Alice : la mère d'Alice (Gwen Verdon)
- 1990 : Dick Tracy : la mère de Tess (Estelle Parsons)
- 1990 : Une trop belle cible : Martha (Julie Adams)
- 1992 : Un flingue pour Betty Lou : Margaret Armstrong (Marian Seldes)
- 1993 : Le Concierge du Bradbury : Mrs. Wegman (Debra Monk)
- 1994 : Le Silence des jambons : Mrs Motel (Shelley Winters)
- 2009 : Killshot : Lenore (Lois Smith)
- 2010 : Légion : Gladys Foster (Jeanette Miller (en))

#### Films d'animation
- 1943[7] : Petit Poulet (Chicken Little)  : Poulet Simplet
- 1975 : Tarzoon, la honte de la jungle : Jane
- 1977 : Drôles de zèbres : Titi (voix)
- 1978 : La Folle Escapade : Lucy (1er doublage)
- 1980 : Le Chaînon manquant : divers animaux
- 1981 : Rox et Rouky : Dinky
- 1982 : La Dernière Licorne : Molly Grue (Tammy Grimes)
- 1986 : Basil, détective privé : Mme Judson
- 1993 : Le Voyage d'Edgar dans la forêt magique : la mère d'Edgar / la mère de Bosworth
- 1998 : Scooby-Doo sur l'île aux zombies : Mme Krepnick
- 2000 : Toy Story 2 : Mme Patate
- 2008 : Ponyo sur la falaise : Yoshie

### Télévision

#### Téléfilms
- 1970 : Le Masque de Sheba : Sarah Kramer (Inger Stevens)
- 1971[8] : Duel : la vieille femme de la voiture (Amy Douglass (en))
- 1975 : La Nuit qui terrifia l'Amérique : Linda Davis (Meredith Baxter)
- 2001 : Drôles de retrouvailles : Kate Westbourne (Shirley MacLaine)

#### Séries télévisées
- 1974-1984 : Happy Days : Marion Cunningham (Marion Ross)
- 1977 : Racines : Matilda (Olivia Cole)
- 1978 : Détroit : Erica Trenton (Lee Remick)
- 1993-1999 : Une nounou d'enfer : Sylvia Fine (Renée Taylor)
- 1998-2003 : Dawson : Evelyn « Grams » Ryan (Mary Beth Peil)
- 2007-2009 : Desperate Housewives : Stella Wingfield (Polly Bergen) (1re voix)[9]
- 2007 : New York, section criminelle : Beth Harner (Liza Minnelli)
- 2008 : True Blood : Adele Stackhouse (Lois Smith)
- 2008 : Coco Chanel : Coco Chanel âgée (Shirley MacLaine)

#### Séries d'animation
- 1974 - 1975 / 1992 - 1993 : Calimero : Calimero
- Looney Tunes et Merrie Melodies : Titi (1re voix)
- 1977 : Bouba, le petit ourson : Moy (1er doublage de 1981)
- 1981 : Ulysse 31 : la sorcière
- 2000 - 2005 : Jackie Chan : Bai Tza

## Radio
- 1950-1970 : nombreuses participations à La Tribune de l'Histoire et Les Maîtres du mystère sur France Inter  (RTF puis ORTF).

## Direction artistique

### Longs-métrages
- 1947 : La Vallée maudite (doublage tardif)
- 1998 : Les trois ninjas se déchaînent

### Téléfilm
- 1999 : Le Tourbillon des souvenirs

### Séries télévisées
- American Family
- Les Feux de l'amour (co-direction)
- Mariés, deux enfants (saisons 8 à 11)

### Série d'animation
- Jackie Chan (saisons 1 à 5)